# Cătălin-Daniel Fenechiu
Cătălin-Daniel Fenechiu (n. 20 noiembrie 1969, București, România) este un politician român, deputat în Parlamentul României în legislatura 2012-2016 din partea PPDD București.
S-a născut pe 20 noiembrie 1969, în București. Este căsătorit cu Fănuța-Tatiana Fenechiu.
A deținut funcția de lider al deputaților PP-DD din mai 2013 până în septembrie 2014.
Avocat de meserie, el a fost și vicepreședinte al comisiei pentru revizuirea Constituției.
În calitate de avocat este partener asociat în cadrul SCA Fenechiu, Savu & Asociații. Ocupă funcția de consilier al Baroului București din anul 2015. A participat în calitate de delegat al Baroului București la Adunarea generală și de alegeri a uniunii naționale a Avocaților din România în anul 2015. Este și membru al Baroului din Budapesta, Ungaria.
Fenechiu este din anul 2011 și președintele Asociației pentru Dialog și Solidaritate a Avocaților (ADSA).
În iunie 2015 Daniel Fenechiu a înființat Partidul Național Democrat (PND) pe care îl conducea în calitate de președinte.
În 2016, PND a fuzionat prin absorbție cu PNL.